# Terry Brooks

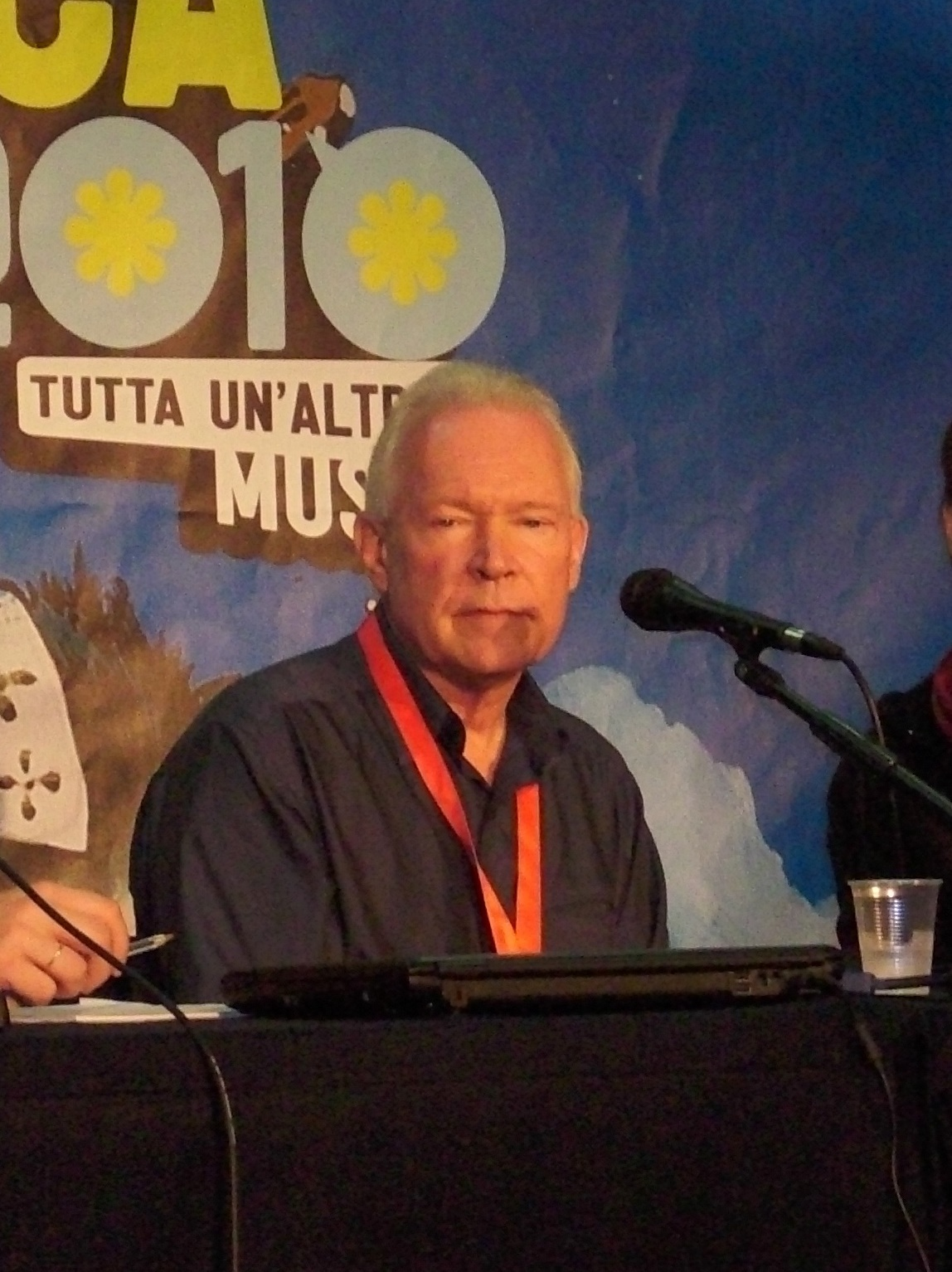
Terry Brooks w 2010 roku

Terry Brooks (ur. 8 stycznia 1944) – amerykański pisarz fantasy.
Urodził się w Sterling w stanie Illinois. Ukończył Hamilton College oraz Washington and Lee University. Nim został pisarzem, praktykował prawo.
Terry Brooks pisze głównie high fantasy, jest również autorem kilku powieści na podstawie filmów. 
Znany jest głównie jako autor cyklu Shannara. Jego pierwsza powieść Miecz Shannary (The Sword of Shannara), momentalnie stała się bestsellerem, mimo podobieństw do Władcy Pierścieni J.R.R. Tolkiena. Tłumaczem pierwszych dwóch tomów cyklu Shannara, Miecz Shannary oraz Kamienie Elfów jest Piotr Hermanowski. Tłumaczem drugiego wydania trzeciego tomu Pieśń Shannary jest Bartosz Czartoryski. Na podstawie cyklu Shannara powstał serial Kroniki Shannary. Premierowy odcinek został wyemitowany w styczniu 2016 roku. Polska premiera serialu Kroniki Shannary miała miejsce 23 marca 2016 roku.

### Cykl o „Shannarze” i „The Word & The Void”

#### trylogiaThe Word & The Void
- Running with the Demon, 1997
- A Knight of the Word, 1998
- Angel Fire East, 1999

#### trylogiaGenesis of Shannara
Seria łącząca cykl The Word & The Void z cyklem o Shannarze.
- Armageddon's Children, 2006
- The Elves of Cintra, 2007
- The Gypsy Morph, 2008

#### dylogiaLegends of Shannara
- Bearers of The Black Staff, 2010
- The Measure of The Magic, 2011

#### prequel do trylogiiMiecz Shannary
- Pierwszy król Shannary (First King of Shannara, 1996) – w 1999 r. w Polsce

#### trylogiaMiecz Shannary
- Miecz Shannary (The Sword of Shannara, 1977) – w 1997 r. w Polsce, II wyd. 2014 r., III wyd. 2016 r.
- Kamienie Elfów Shannary (The Elfstones of Shannara, 1982) – w 1997 r. w Polsce, II wyd. 2015 r.
- Pieśń Shannary (The Wishsong of Shannara, 1985) – w 1997 r. w Polsce, II wyd. 2016 r.

#### tetralogiaDziedzictwo Shannary
- Potomkowie Shannary (The Scions of Shannara, 1990) – w 1997 r. w Polsce
- Druid Shannary (The Druid of Shannara, 1991) – w 1998 r. w Polsce
- Królowa Shannary (The Elf Queen of Shannara, 1992) – w 1998 r. w Polsce
- Talizmany Shannary (The Talismans of Shannara, 1993) – w 2000 r. w Polsce

#### trylogiaThe Voyage of The Jerle Shannara
- Ilse Witch, 2000
- Antrax, 2001
- Morgawr, 2002

#### trylogiaHigh Druid of Shannara
- Jarka Ruus, 2003
- Tanequil, 2004
- Straken, 2005

#### trylogiaLegacy of Shannara
- The Wards of Faerie (2012)
- Bloodfire Quest (2013)
- Witch Wraith (2013)

#### trylogiaThe Defenders of Shannara
- The High Druids Blade (2014)
- The Darkling Child - (2015)
- The Sorcerer’s Daughter - (2016)

#### seria opowiadańPaladins of Shannara
- Allanon's Quest (2012) - opowiadanie wydane jako e-book, będące wstępem do książki Miecz Shannary
- The Weapons Master's Choice (2013) - opowiadanie wydane jako e-book
- The Black Irix (2013) - opowiadanie wydane jako e-book

#### Inne ze świata Shannary
- Niepokonany (Indomitable, 2003) – opowiadanie, będące epilogiem książki Pieśń Shannary, wydane w zbiorze opowiadań Legendy II (Legends II) pod redakcją R. Silverberga
- The Guide to Shannara (1986)
- The World of Shannara (2001) – książkowa gra RPG napisana wraz z Teresą Patterson (nowa edycja 2009)
- Dark Wraith of Shannara (2008) - komiks (graphic novel), będący epilogiem do książki Pieśń Shannary i opowiadania Niepokonany
- Shannara (1995) – gra komputerowa

### SeriaMagiczne królestwo
- Królestwo na sprzedaż (Magic Kingdom For Sale – SOLD!, 1986) – w 1996 r. w Polsce
- Czarny jednorożec (The Black Unicorn, 1987) – w 1996 r. w Polsce
- Nadworny czarodziej (Wizard at Large, 1988) – w 1997 r. w Polsce
- Kabałowa szkatułka (The Tangle Box, 1994) – w 1997 r. w Polsce
- Napar Czarownic (Witches' Brew, 1995) – w 1997 r. w Polsce
- A Princess of Landover (2009)

### Adaptacje filmów
- Hook, 1991 – w 1992 r. w Polsce
- Gwiezdne wojny część I: Mroczne widmo (Star Wars Episode I: The Phantom Menace, 1999) – w 1999 r. w Polsce

### Pozostałe prace
- Imaginary Friends (1991) - opowiadanie wydane w antologii Once Upon a Time: A Treasury of Modern Fairy Tales
- Why I Write About Elves (2005) - opowiadanie opublikowane na Amazon short